# Julius Natterer
Julius Natterer (* 5. Dezember 1938 in Haggn bei Neukirchen; † 25. Oktober 2021) war ein deutscher Bauingenieur und Universitätsprofessor.

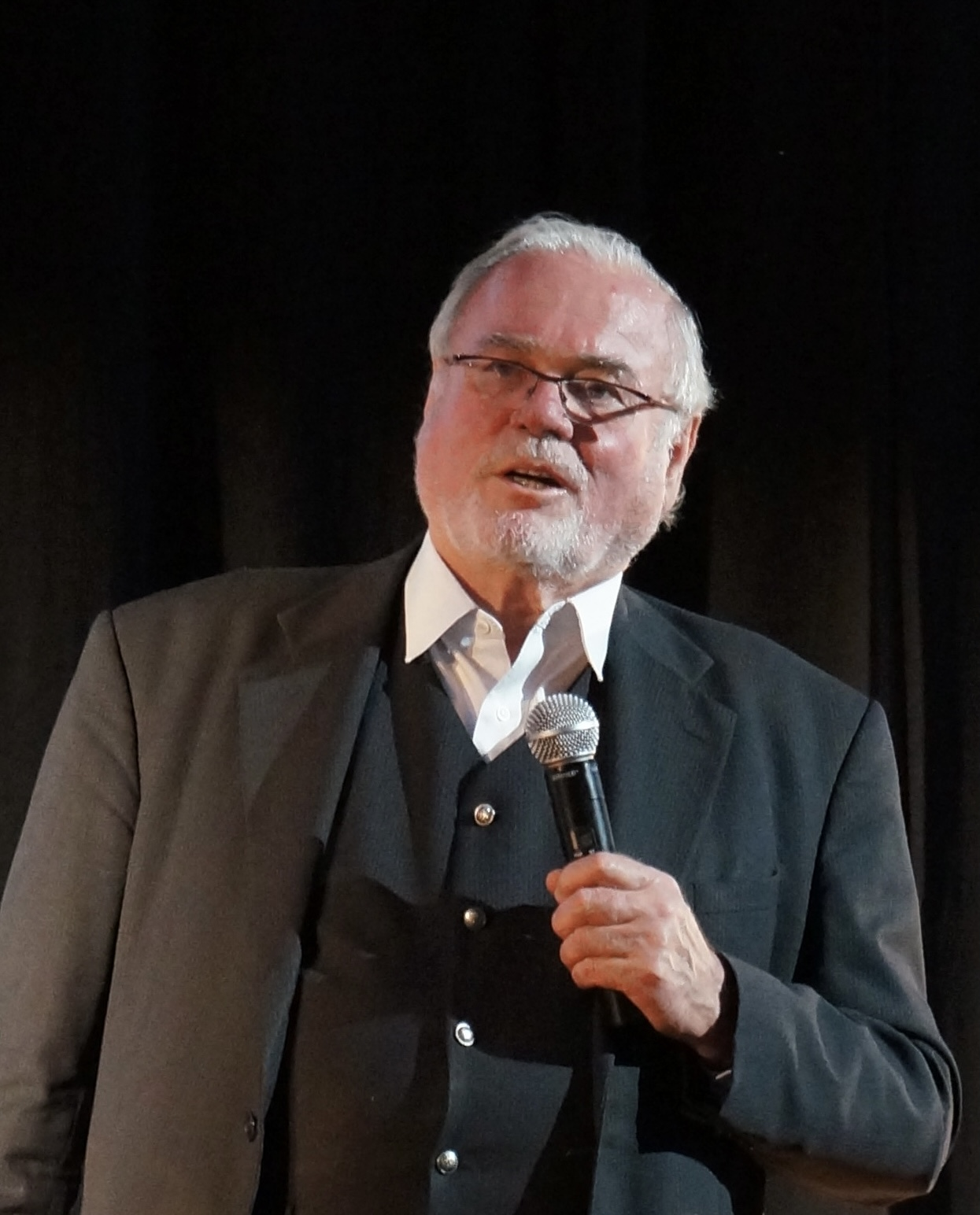
Julius Natterer, 2015

## Werdegang
Julius Natterer wuchs als Sohn eines Försters im Bayerischen Wald auf und studierte bis 1965 Bauingenieurwesen an der TU München. Im Anschluss an seinen Diplom lehrte er bis 1974 bei Rucker, Gattnar, Kupfer und Heimeshoff am Lehrstuhl für Baukonstruktionslehre und Holzbau. 1970 gründete er ein eigenes Ingenieurbüro. Natterer lehrte von 1978 bis 2005 als Professor an der EPF Lausanne. Dort leitete er das Institut für Holzkonstruktion, welches nach den Vorstellungen des Präsidenten, Maurice Cossandey, der Holzindustrie der Schweiz neue Impulse geben sollte.
Er gilt heute als eine der bedeutendsten Persönlichkeiten im Bereich des Holzbaues und war der Entwickler zahlreicher neuartiger Holzbaukonstruktionen, so etwa der Brettstapeltechnik. Insbesondere war er der bedeutendste Autor des Holzbauatlas, eines Standardwerks unter den Baukonstruktionsbüchern der Gegenwart.
Julius Natterer erkannte als Praktiker und Lehrer schnell, dass Holztechnik gemischt an Ingenieur- und Architekturstudenten gelehrt werden sollte. Um diesen Ehrgeiz zu entwickeln, startete er 1988 an der EPFL in Zusammenarbeit mit Roland Schweitzer einen Aufbaustudiengang für Holztechnik und Architektur. Als Pionier dieser Art von Masterstudiengang an der EPFL hatte er sich mit Jean-Luc Sandoz, einem Ingenieur für Holzwerkstoffe und -strukturen, zusammengetan, um diese Ausbildung auf ein internationales Niveau zu bringen.

## Bauwerke

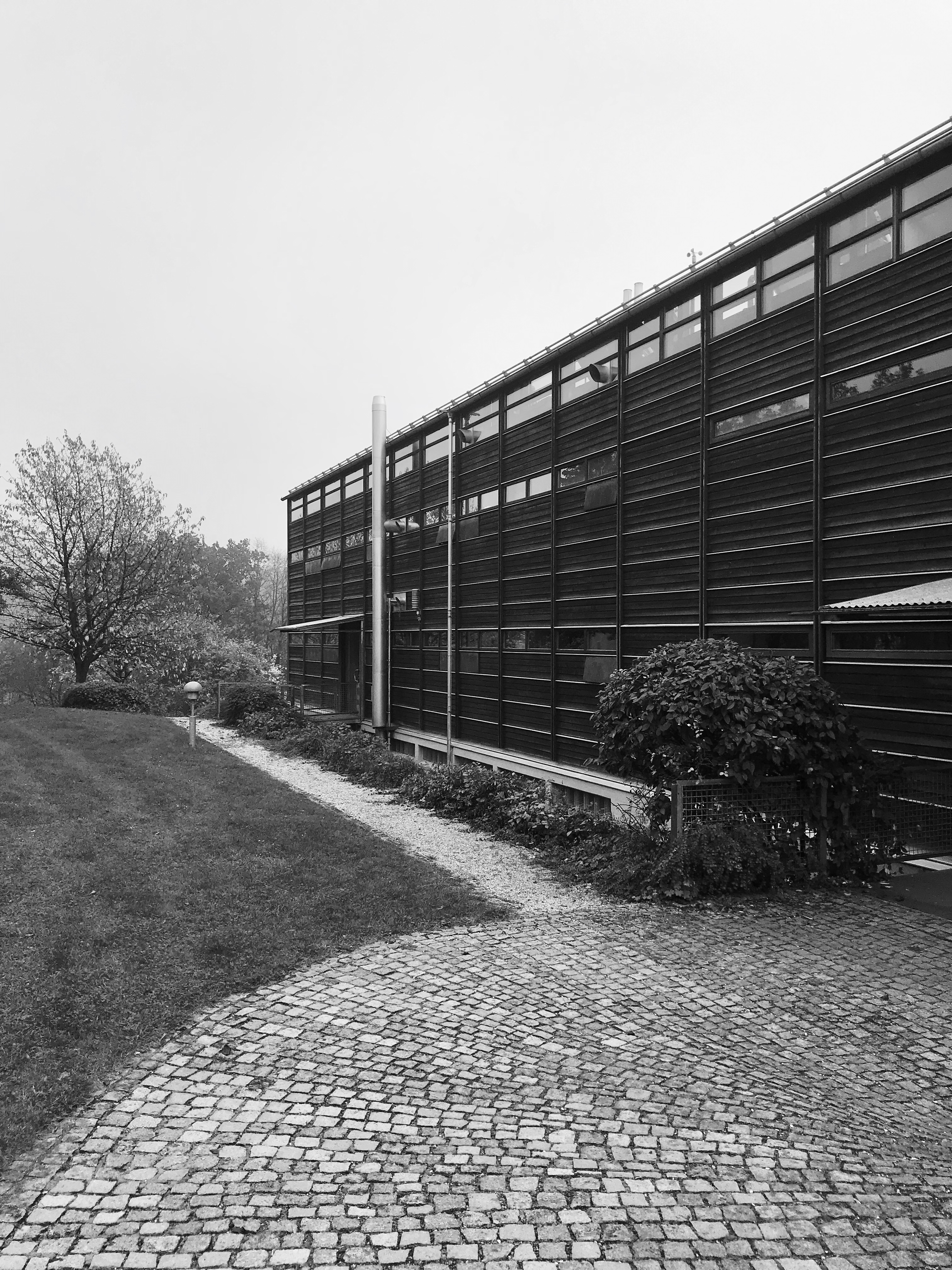
Abt-Gebhard-Haus, Windberg

- 1973: Erlöserkirche Eglharting (Architektur: Carl Theodor Horn)[4]
- 1976: Reithalle, Riem (Architektur: Georg und Ingrid Küttinger)
- 1977–1979: Haus und Garten Burghardt, Regensburg (Architektur: Thomas Herzog mit Verena Herzog-Loibl, Landschaftsarchitekt Peter Latz und Künstler Rainer Wittenborn)[5]
- 1979: Segelsportanlage, Dießen am Ammersee (Architektur: Wolf-Eckart Lüps und Norbert Hintermeyer)
- 1984: Sporthalle, Eching (Architektur: Büro 4 Wagner+Wanner mit Falterer)[6]
- 1991: Abt-Gebhard-Haus, Windberg (Architektur: Thomas Herzog und Peter Bonfig)
- 1999: Eine-Welt-Kirche, Schneverdingen
- 2000: EXPO-Dach, Hannover (Architektur: Thomas Herzog)
- 2003: Sauvabelin-Turm, Lausanne
- 2006: Wiler Turm, Wil
- Dachkonstruktion Christuskirche, Heiligenstadt in Oberfranken
- Polydôme, Campus Lausanne[7]

## Galerie

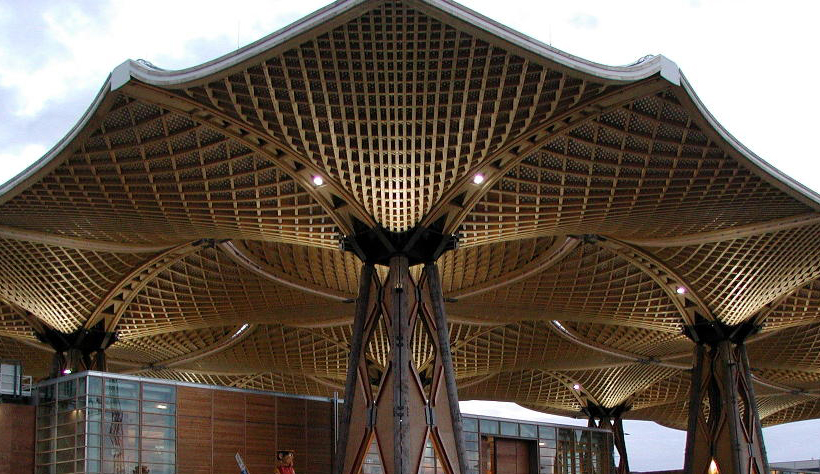
Expo Dach Hannover 2000
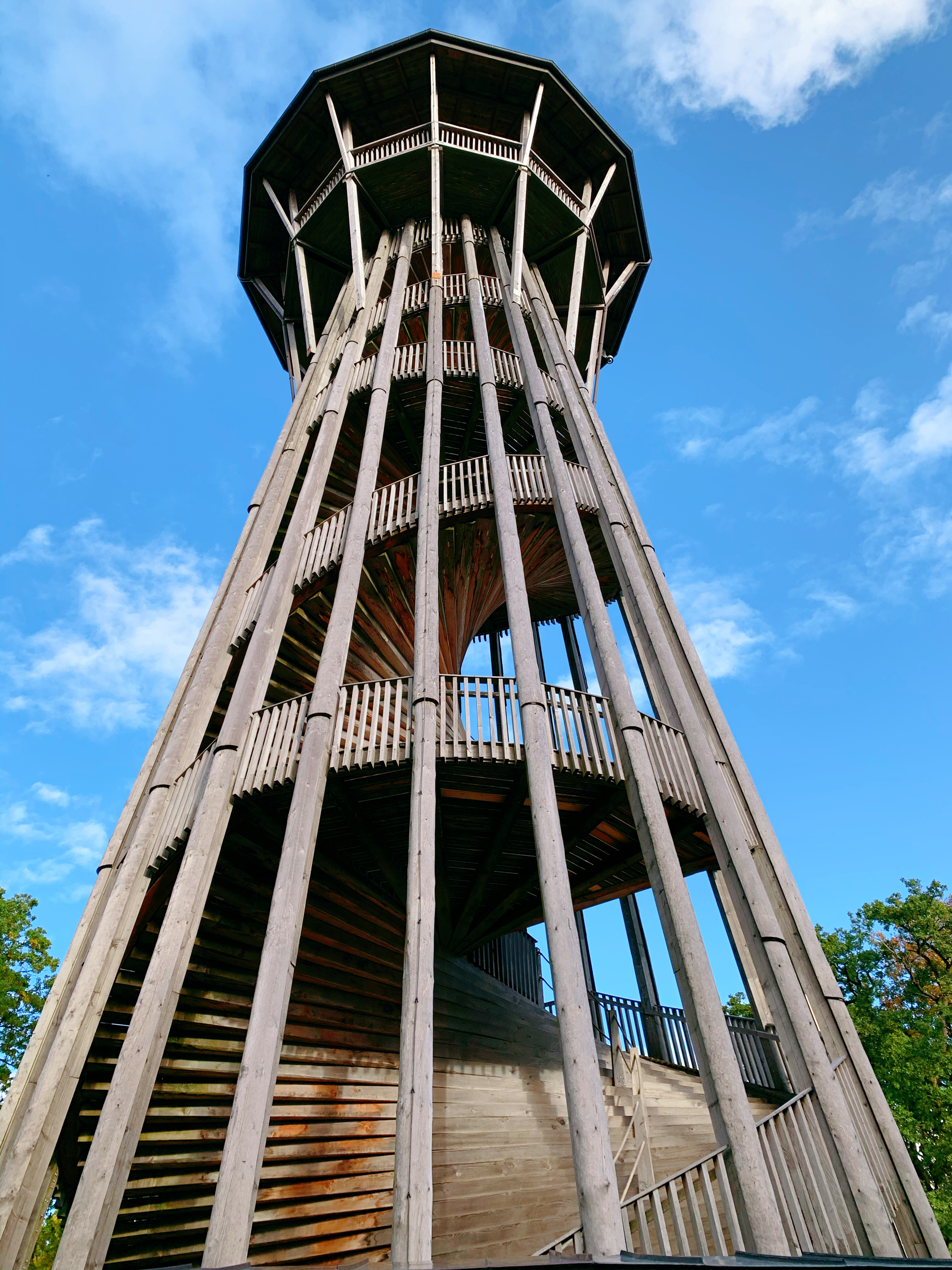
Conception de la Tour de Sauvabelin
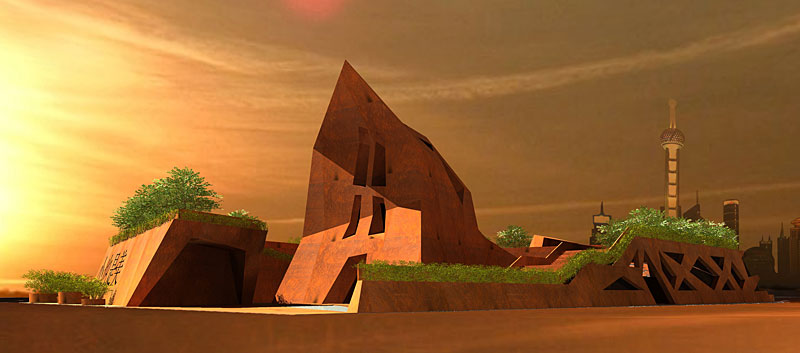
Universelle Ausstellung Shanghai 2010
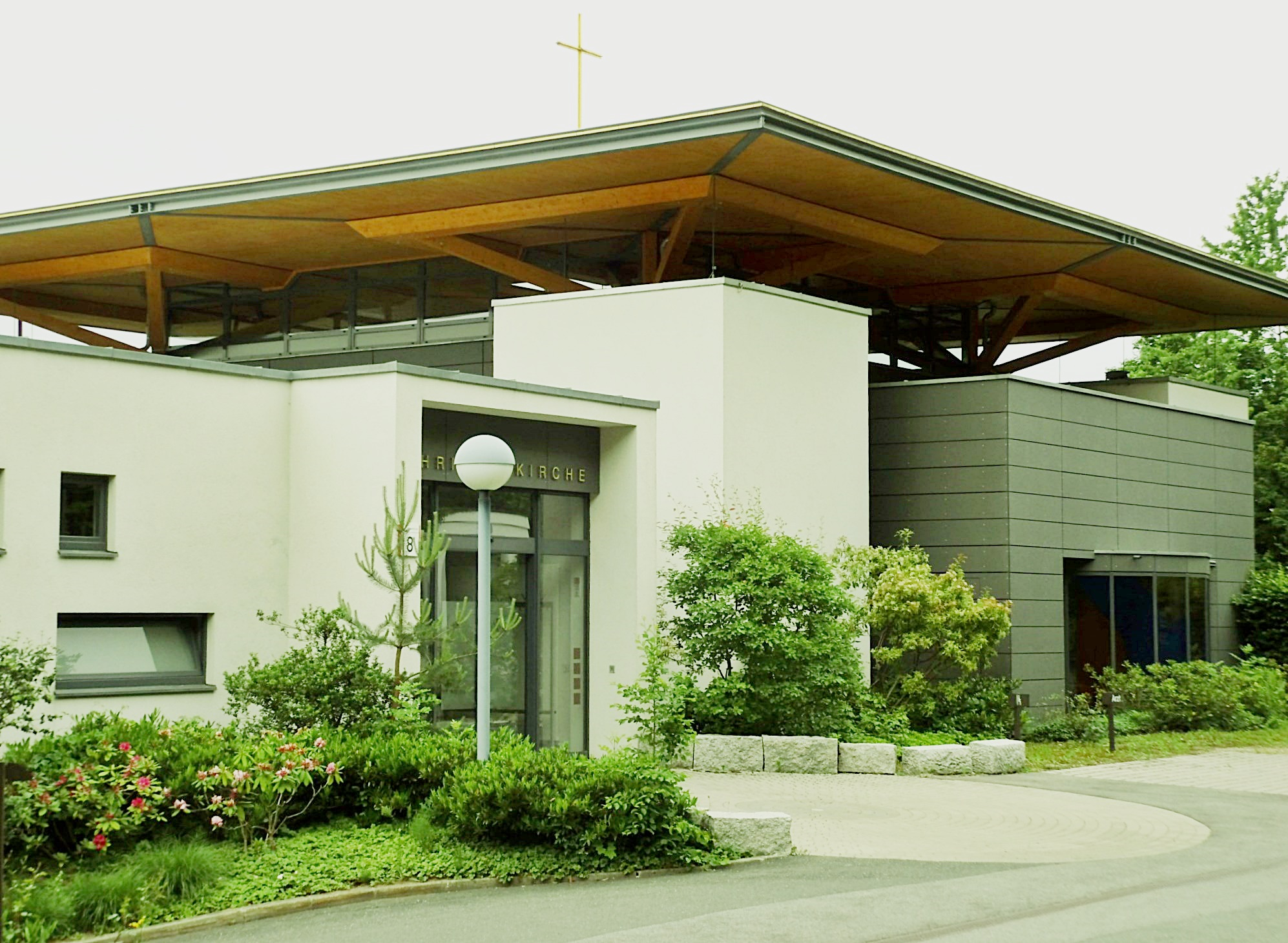
Heiligenstadt Kirsche
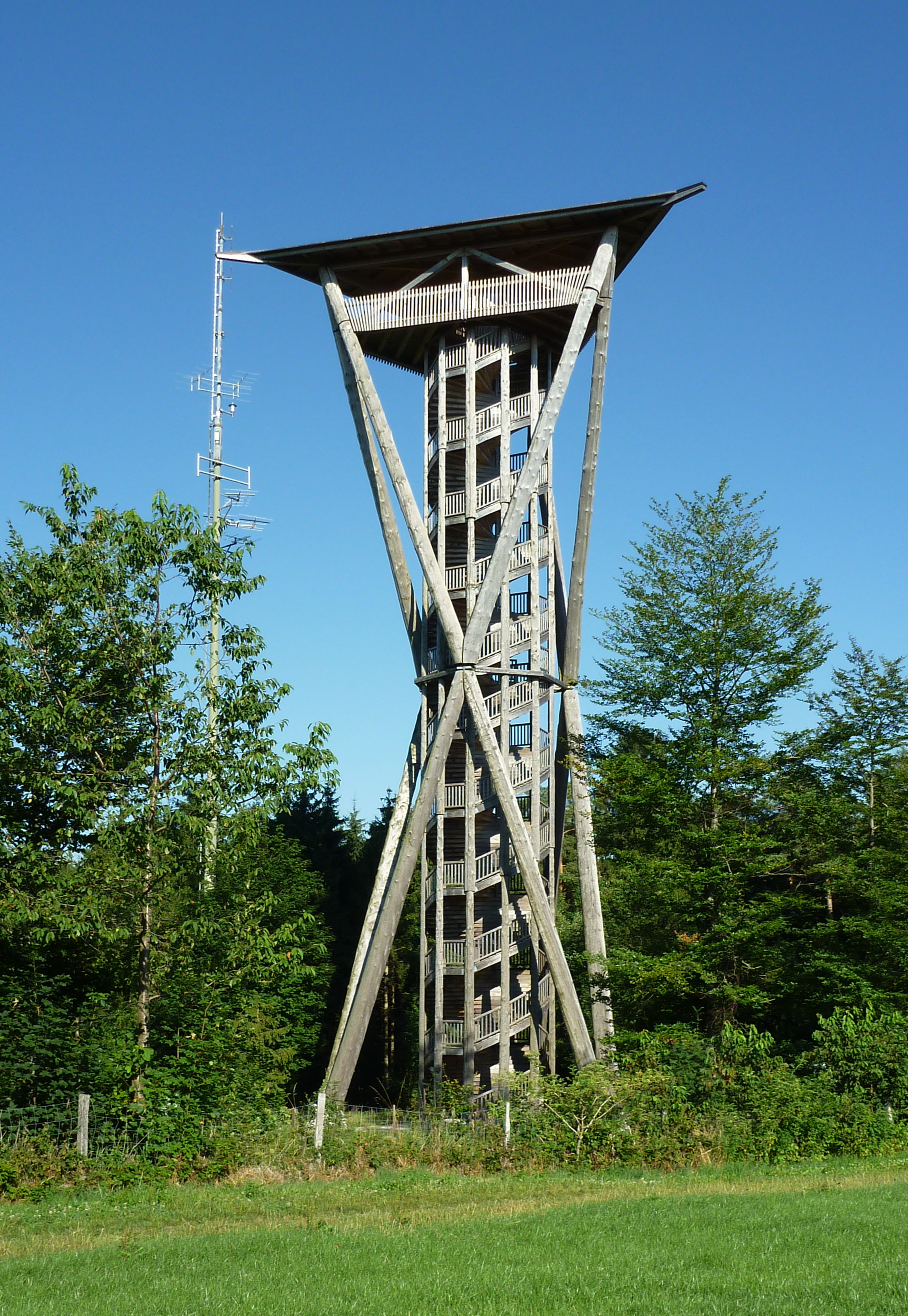
Wiler Turm, Kanton St. Gallen
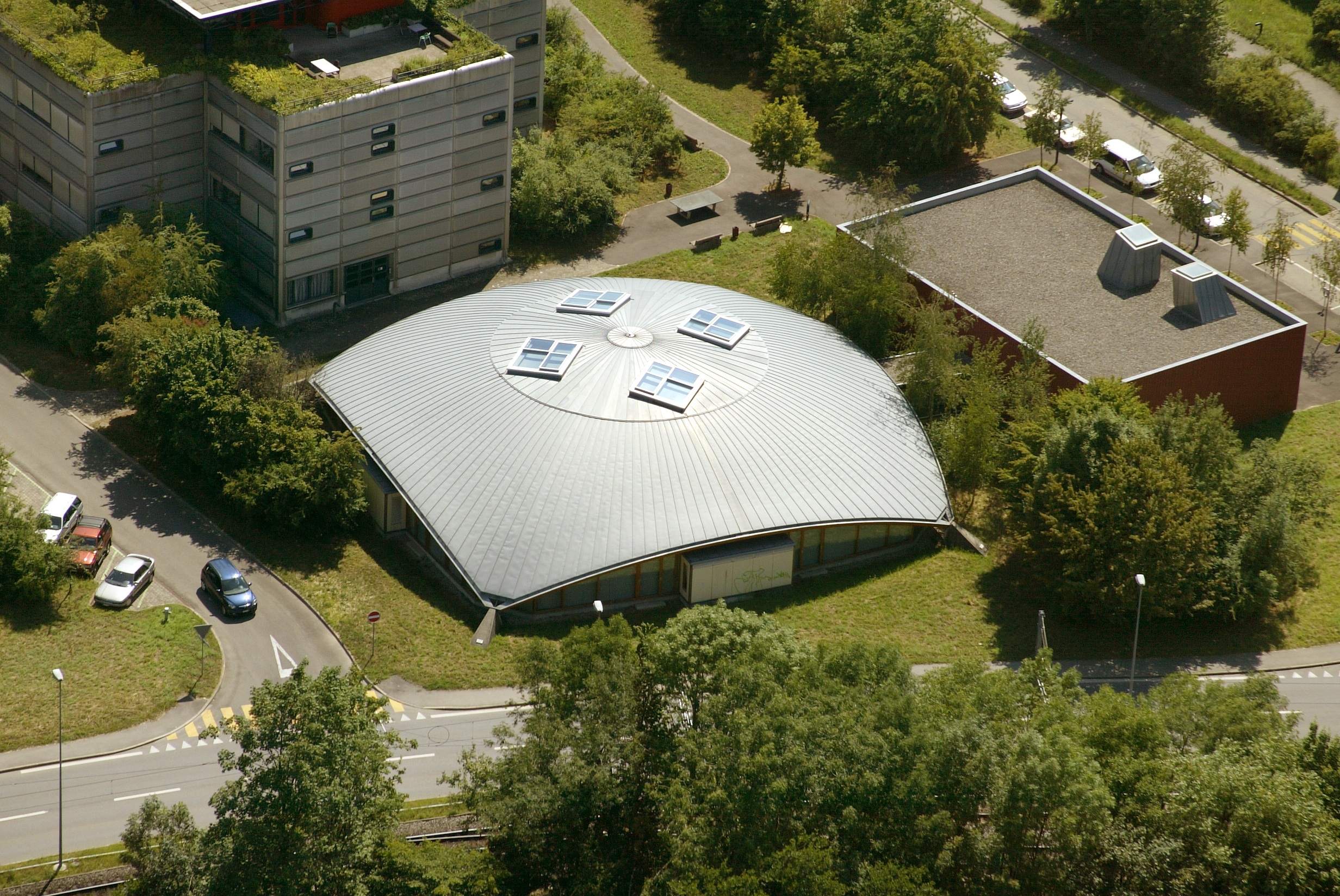
EPFL Polydôme

## Ehrungen und Preise
- 1995: Ernst-Pelz-Preis[8]
- 2018: Ehrung vom gesamten Berufsstand der Ingenieure und Architekten auf der Plenarsitzung des Forum Bois Construction in Dijon[9]

## Ehemalige Assistenten
- 1986–1990: Konrad Merz